# Noventa di Piave
Noventa di Piave är en ort och kommun i storstadsregionen Venedig, innan 2015 provinsen Venedig, i regionen Veneto i Italien. Kommunen hade 6 970 invånare (2018).